# Piotr Jaroszewicz
Piotr Jaroszewicz (né le 8 octobre 1909 à Nieśwież mort le 1er septembre 1992 à Varsovie) est un militaire et un dirigeant communiste polonais. De 1952 à 1956, puis, de 1961 à 1985, il est élu à la diète de la République de Pologne. Il est premier ministre de décembre 1970 à février 1980.

## Biographie
Il est instituteur. En 1940 il est déporté en Sibérie. Il est libéré après les Accords Sikorski-Maïski en août 1941 et en 1943 il rejoint l'armée polonaise du général Zygmunt Berling. En 1944 il adhère au Parti ouvrier polonais. Il est nommé vice-ministre de la défense de 1945 à 1950 puis occupe le poste de ministre de l'industrie minière en 1954. De 1952 à 1970 il représente la Pologne au CAEM. Il est nommé par Edward Gierek mi-décembre 1970 membre titulaire du bureau politique du Parti ouvrier unifié polonais. Il est nommé premier ministre par le conseil d'état le 23 décembre 1970. En janvier 1971 il résout pacifiquement la crise dans les chantiers navals de Gdansk et Szczecin mais sa politique économique à long terme mène la Pologne vers la pénurie et l'inflation. En 1981 il est exclu du Parti ouvrier unifié polonais. Il est assassiné par strangulation ainsi que sa femme dans leur maison de Varsovie le 1er septembre 1992. Ce meurtre reste à ce jour irrésolu.

## Source
- Harris Lentz Heads of states and governments since 1945 éd.Routledge 2013 p. 1958  (ISBN 1-884964-44-3)